# Node-3
A Node-3, új nevén Tranquility (magyarul: "nyugalom"), a Nemzetközi Űrállomás harmadik összekötő modulja, amelyet a NASA kérésére az Európai Űrügynökség építette meg. Amerikai űrrepülőgéppel vitték fel. Rákapcsolódó egységek: Unity, Cupola. A NASA és az ESA 1997-ben állapodott meg, hogy megépítik a Node-3 összekötő modult. Összekötő elem az űrállomás különböző túlnyomásos modulja között. Sokkal több képességgel rendelkezik, mint eredetileg tervezték. Támogatni fogja a három fősről hat fősre növekedett állandó állomány szolgálatát.
Az új modult a már meglévő Unity modulhoz kapcsolják. Nyolc, hűtőszekrény méretű egységet tartalmaz, melyeknek feladata a környezet szabályozása és az életfenntartás.
Feladatai között szerepel:
- Oxigén-előállítás: az állomáson lévő vizet oxigénre és hidrogénre bontja. A hidrogént kiengedik az űrbe, az oxigént pedig a személyzet légzésre használja fel.
- Levegő-szabályozó egység: a levegőben lévő szén-dioxid mennyiségét szabályozza, továbbá méri és bizonyos határok között tartja a hőmérsékletet és a légnyomást.
- Víz-visszaforgató és vizelet-feldolgozó rendszer: az állomáson tusolásra használt vizet és a keletkező vizeletet megtisztítja, eltávolítja belőlük a szennyezőanyagokat és ezzel újra biztonságosan fogyaszthatóvá teszi a vizet.
- Szemét- és higiéniai feldolgozó egység: lehetővé teszi a személyzet számára a tusolást és a vécé használatát olyan módon, hogy a fedélzeten lévő víz nagy része újrafelhasználható legyen. Ezzel csökkenti azt a vízmennyiséget, amit űrhajóval kell felvinni.

Ezeken felül a Tranquility hat szögletes és egy kerek ablakán keresztül páratlan lehetőséget biztosít megfigyelésre és fényképezésre. Továbbá lehetővé teszi a külső robotkar vezérlését.

## Adatok
Alumínium ötvözetből készült elem, ezt többrétegű termikus szigetelő takaró borítja. Az űrszemét ellen Kevlar és Nextel takaróval fedték. Az űrállomás többi eleméhez alkalmazkodva rendelkezik minden elemmel (kommunikáció, munkaállomás, elektromos, vízellátás, szellőztetés – hűtés/fűtés), ami a létfeltételek és a szolgálat támogatásához szükséges. Az egyik oldalán egy dokkoló van kialakítva, a másokon 8 szabványos méretű ablak, valamint három dokkoló pont lett kialakítva.
- Tömeg: 15,5 tonna (indításkor);
- Hosszúság: 6,7 méter;
- Szélesség: 4,48 méter;

## Külső hivatkozások

### Külföldi oldalak
- STS–130. spacefacts.de. (Hozzáférés: 2014. január 3.)
- Node 3: Connecting Module (ESA)